# Tubulipora tuba
Tubulipora tuba is een mosdiertjessoort uit de familie van de Tubuliporidae. De wetenschappelijke naam van de soort is voor het eerst geldig gepubliceerd in 1862 door Gabb & Horn.